# François-Gabriel Lépaulle

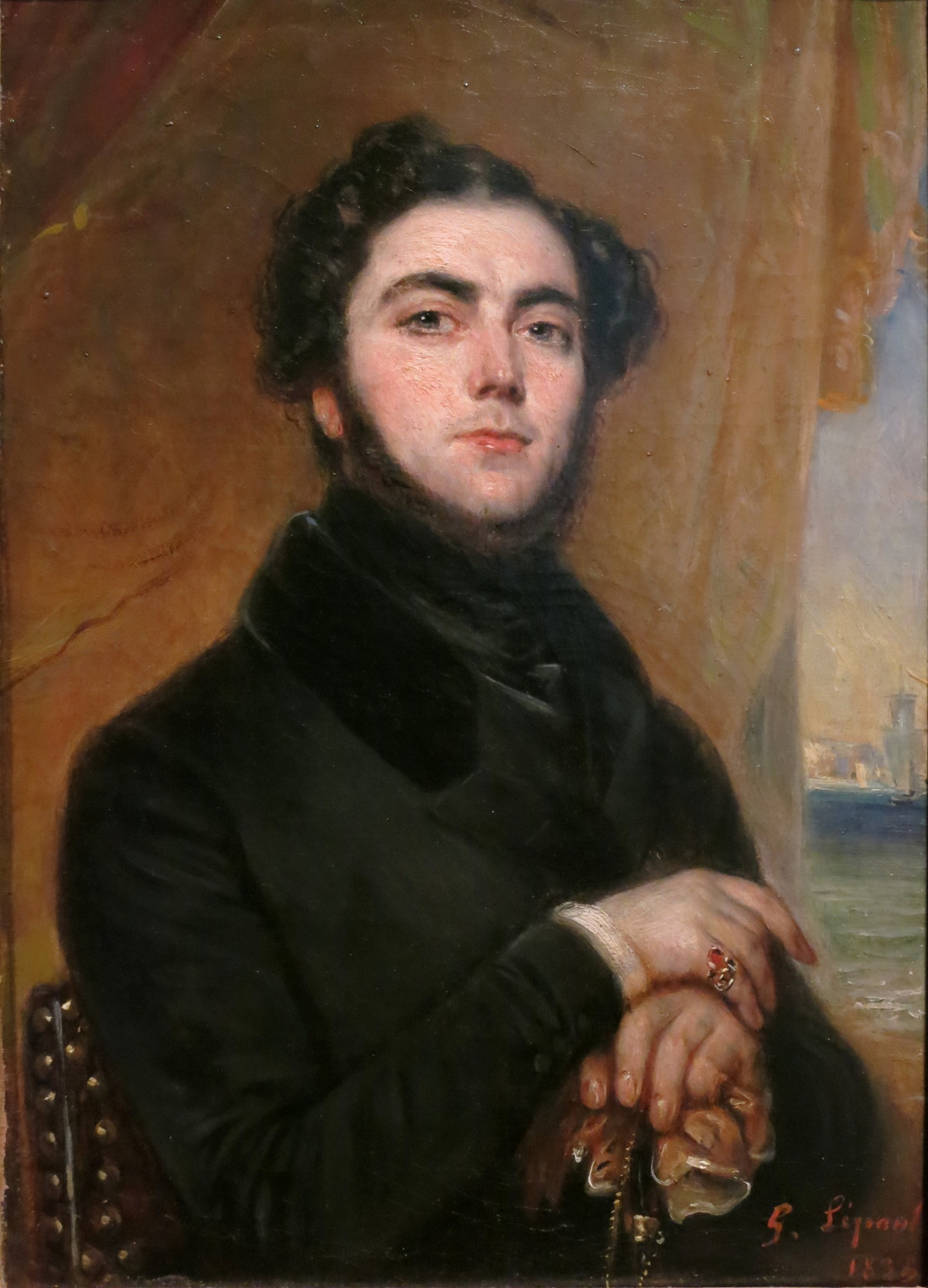
François-Gabriel Lépaulle:
Porträt des Schriftstellers Eugène Sue, 1837

François-Gabriel Lépaulle oder François Gabriel Guillaume Lepaulle (* 1804 in Versailles; † 1886 in Ay im Département Marne) war ein französischer Maler.
Lépaulle, Schüler von Henri Regnault (1843–1871), V. Bertin und Horace Vernet (1789–1863), besuchte ab 1819 die École des Beaux-Arts und fand 1824 mit dem Gemälde „L'invention de la lyre“ (Die Erfindung der Lyra) Eingang in den Salon, an dem er fortan regelmäßig teilnahm. Er unternahm zahlreiche Reisen nach Flandern, Spanien, Italien und Afrika.
Er war der Lehrer des Genremalers Philipp Arons (1821–1902).

## Werke
Lépaulles Werke sind unter anderem in Paris im Musée Carnavalet, in der Kirche St. Vincent de Paul und der Kirche Saint-Merry zu finden, sowie in Valenciennes und im Schloss Versailles.
- 1824: „L'Invention de la lyre“
- 1831: „Henri-Bernard Dabadie dans Guillaume Tell“, Öl auf Leinwand, Paris, Bibliothèque-Musée de l'Opéra
- 1834: Marie Taglioni und ihr Bruder Paul in dem Ballet „La Sylphide“, Paris, Musée des arts décoratifs[1]
- 1837: „Portrait d'Eugène Sue“
- 1843: „Le bat-l’eau à l’étang de la Reine-Blanche“, Sceaux, Musée de l’Ile-de-France
- 1850: „Portrait d'un amateur du Havre“, Öl auf Holz,
- ???: „Charles-François Lebrun, Duc de Plaisance“, früher im Schloss von Versailles, gegenwärtig in der Cour des Comptes
- ???: „Portrait du Prince Démidoff au bas des Champs-Elysées“, Öl auf Leinwand, 45 × 35,5 cm